# Державин, Гавриил Романович
Гаврии́л (Гаври́ла) Рома́нович Держа́вин (3 [14] июля 1743, село Сокуры, Казанская губерния — 8 [20] июля 1816, имение Званка, Новгородская губерния) — русский поэт эпохи Просвещения, государственный деятель Российской империи, сенатор (2 сентября 1793), действительный тайный советник (14 июля 1800), первый министр юстиции Российской империи (1802—1803).

## Биография
По семейному преданию, Державины и Нарбековы происходили от одного из татарских, по другим данным — чувашских родов. В своих мемуарах поэт вспоминает, что в 1757 году, в возрасте 12 лет, он записан был ездившей в Москву матерью в родовое дворянство, после того как, за неимением необходимых документов, её дальний родственник подполковник Дятлов лично засвидетельствовал в герольдии, что их предком был некий Багрим-мурза, выехавший в Москву из Большой Орды «при царе Иване Васильевичем Тёмном». Под именем «Багрим-мурзы», очевидно, подразумевался «Абрагим», то есть Ибрагим-мурза, действительно поступивший в середине XV века на службу к великому князю Василию Васильевичу Тёмному и получивший при крещении имя Ильи.
Родился Гавриил Романович в семье мелкопоместных дворян в родовом имении Сокуры под Казанью 14 июля 1743 года, где провёл детство. Мать, Фёкла Андреевна (урождённая Козлова), была не особенно образованной, но деятельной женщиной. Отца, секунд-майора Романа Николаевича, болевшего чахоткой, Гаврила лишился в раннем возрасте, после чего семья, имевшая всего 60 душ крестьян, оказалась в долгах и сильно бедствовала. Систематического образования юноша не получил, несмотря на рано проявившиеся у него художественные способности, и лишь после открытия в 1758 году в Казани гимназии под управлением Михаила Веревкина проучился там менее двух лет, поверхностно изучив французский, немецкий языки и латынь, а также азы арифметики, геометрии, музыки и танцев.

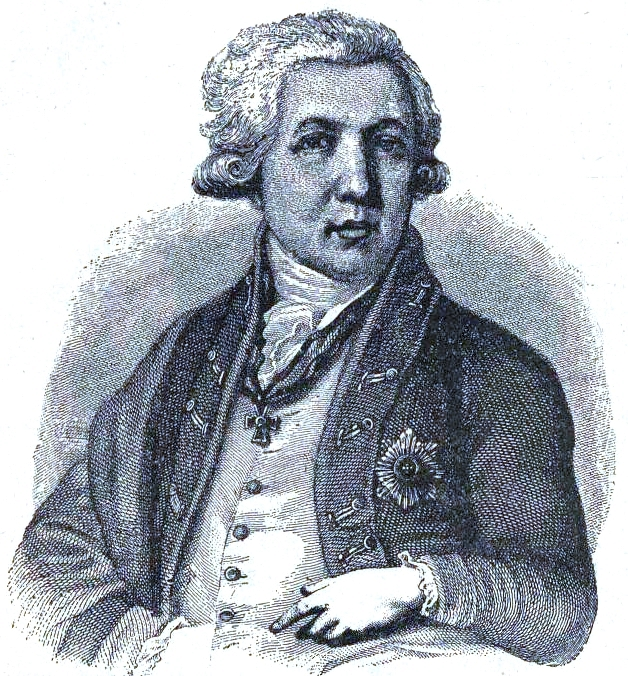
Державин в молодости

С 1762 года Гаврила служил рядовым гвардейцем в Преображенском полку, в составе полка принимал участие в государственном перевороте 28 июня 1762 года, в результате которого на престол вступила Екатерина II. Не имея достаточной протекции, он долгое время не повышался в звании, и лишь в 1767 году при покровительстве полкового секретаря Неклюдова произведён был в сержанты, а с 1772 года служил уже в полку в офицерской должности, в чине подпоручика.
В 1773—1775 годах Державин лично участвовал в подавлении восстания Емельяна Пугачёва. Записки его являются ценным первоисточником информации о восстании, поскольку при штабе командующего войсками генерала А. И. Бибикова он занимался делопроизводством и связями с местным дворянством, организацией дворянского ополчения (конного корпуса), руководил агентурными мероприятиями (посылкой лазутчиков и их легендированием, перевербовкой неприятельской агентуры), лично участвовал в составлении поименного списка мятежников, постоянно контактировал с ключевыми действующими лицами со стороны правительственных сил, опросил множество лиц из различных слоёв населения. Вдобавок ко всему, он хорошо знал театр военных действий, поскольку родился и вырос в тех местах, что отличает его воспоминания географической точностью. Сблизившись с графом П. И. Паниным, он также лично наблюдал и красочно описал в своих мемуарах пойманного этим военачальником предводителя восстания. А. С. Пушкин, работая над «Историей Пугачёвского бунта» и «Капитанской дочкой», для соответствия истинной картине событий опирался в значительной степени на материалы Державина. В период восстания Державиным было написано несколько толстых тетрадей, ныне являющихся ценнейшим источником информации:
1. «Черные мои отпуска по комиссии Пугачёва»
2. «Ордера по комиссии бунтовщика Пугачёва»,
3. «Сообщения и рапорты по комиссии Пугачёва»,
4. «Партикулярные письма во время бунта Пугачёва».

Работу по систематизации трудов Державина относительно пугачёвской кампании провёл академик Я. К. Грот.
Первые стихи Державина увидели свет в 1773 году.
В 1777 году, по выходе в отставку, началась гражданская служба статского советника Г. Р. Державина в Правительствующем сенате.
Широкая литературная известность пришла к Г. Державину в 1782 году после опубликования оды «Фелица», которая в восторженных тонах была посвящена автором Императрице Екатерине II.
С момента основания в 1783 году Императорской Российской академии Державин был членом академии. Гавриил Романович вместе с Д. И. Фонвизиным и другими авторами принимал непосредственное участие в составлении и издании первого толкового словаря русского языка.
В мае 1784 года указом Екатерины II был назначен правителем вновь образованного Олонецкого наместничества. Прибыв в Петрозаводск организовал осуществление губернской реформы, формирование губернских административных, финансовых и судебных учреждений, ввёл в действие первое в губернии общегражданское лечебное заведение — казённую больницу и аптеку. При непосредственном участии Державина были начаты работы по уточнению русско-шведской границы, по составлению планов уездных городов и карты Олонецкого наместничества. С именем Державина связана вся подготовительная работа по открытию Олонецкого Главного народного училища в Петрозаводске. Летом 1785 года Г. Р. Державин лично отправился для обозрения Олонецкого края, проехав на лошадях и лодках около двух тысяч километров. Результатом выездной инспекции по уездам губернии, стала его «Подённая записка, учинённая во время обозрения губернии правителем Олонецкого наместничества Державиным», в которой Г. Р. Державин показал взаимообусловленность природных и экономических факторов, отметил элементы материальной и духовной культуры края. Позднее образы Карелии вошли в его творчество: стихотворения «Буря», «Лебедь», «Ко второму соседу», «На Счастие», «Водопад».
В 1786—1788 годах служил правителем Тамбовского наместничества. Проявил себя просвещённым руководителем, оставил значительный след в истории края. При Державине были открыты несколько народных училищ, театр, типография (где в 1788 году печаталась первая в Российской империи провинциальная газета «Тамбовские известия»), составлен план Тамбова, наведён порядок в делопроизводстве, было положено начало сиротскому дому, богадельне и больнице.
В 1791—1793 годах — кабинет-секретарь Екатерины II. На этом посту «Державин был мягок, но строг. Иногда грубоват простой солдатской грубостью. Снисходительным к упущениям по службе он мог быть только с подчинёнными. Чем более высокопоставленным был человек, тем взыскательнее становился Державин. К императрице он был беспощаден.». Результатом стала отставка с должности и награждение Орденом Святого Владимира 2-й степени.
В 1793 году назначен сенатором с производством в тайные советники. По сравнению с предыдущим постом это было существенным понижением
С 1795 года по 1796 год — президент Коммерц-коллегии. Занимая эту должность, высказывался за развитие внешней торговли, призывая российское купечество «все свои обратить силы на Левант, на Индию, на Китай и Америку, которые давно, простирая руки, просят, чтобы Россияне брали от них сокровища без всяких соперничеств весьма выгодным образом».
В 1799 году при расследовании жалоб шкловских евреев на графа Семёна Зорича, владельца Шклова, Державин для того чтобы выгородить Зорича 16 июня 1799 года направил императору Павлу I обвинение «всех евреев в злобном пролитии по их талмудам христианской крови». При этом он отметил, что поскольку по его мнению «по открытой вражде» один народ не может быть свидетелем против другого, то он отказывается принимать свидетельские показания евреев против Зорича, «доколь еврейский народ не оправдится пред Вашим Императорским Величеством в помянутом ясно показываемом на них общем противу христиан злодействе». Позднее Державин использовал эту информацию, когда в 1800 году он был послан расследовать причины голода в Беларуси.
В мае 1800 года Державин последние несколько дней находился рядом с умирающим А. В. Суворовым и присутствовал при его кончине. Именно он предложил знаменитую надпись «Здесь лежит Суворов» на могильной плите, очень понравившуюся полководцу. Вернувшись домой и услышав трель ручного снегиря, Державин написал стихотворение «Снегирь».
В 1802—1803 годах — министр юстиции Российской империи.
В 1802 году прибывает в Калугу, где занимается проверкой деятельности местного губернатора Д. А. Лопухина. Среди расследуемых дел — сокрытие убийства помещика Петра Хитрово Медынского уезда крепостными его брата.
Всё это время Державин не оставляет литературное поприще, создаёт оды «Бог» (1784), «Гром победы, раздавайся!» (1791, неофициальный российский гимн), «Вельможа» (1794), «Водопад» (1798) и многие другие.
Гавриил Романович дружил с князем С. Ф. Голицыным и посещал усадьбу Голицыных в Зубриловке. В известном стихотворении «Осень во время осады Очакова» (1788) Державин призывал друга побыстрей взять турецкую крепость и вернуться к семье:

И ты спеши скорей, Голицын!

Принесть в твой дом с оливой лавр.

Твоя супруга златовласа,

Пленира сердцем и лицом,

Давно желанного ждет гласа,

Когда ты к ней приедешь в дом;

Когда с горячностью обнимешь

Ты семерых твоих сынов,

На матерь нежны взоры вскинешь

И в радости не сыщешь слов.

7 октября 1803 года был уволен в отставку и освобождён от всех государственных постов («уволен от всех дел»).
В отставке поселился в своём имении Званка в Новгородской губернии. В последние годы своей жизни занимался литературной деятельностью.
Державин очень любил птиц, и в его Петербургском доме и в Званке были вольеры с ручными птицами, которых он кормил из рук.
Державин скончался в 1816 году в своём доме в имении Званка. Чувствуя себя уже неважно, тем не менее, продолжал оставаться на ногах и вёл привычный образ жизни. Умер вечером, собираясь наутро по уговорам жены и племянницы поехать в Петербург к врачу.

### Семья

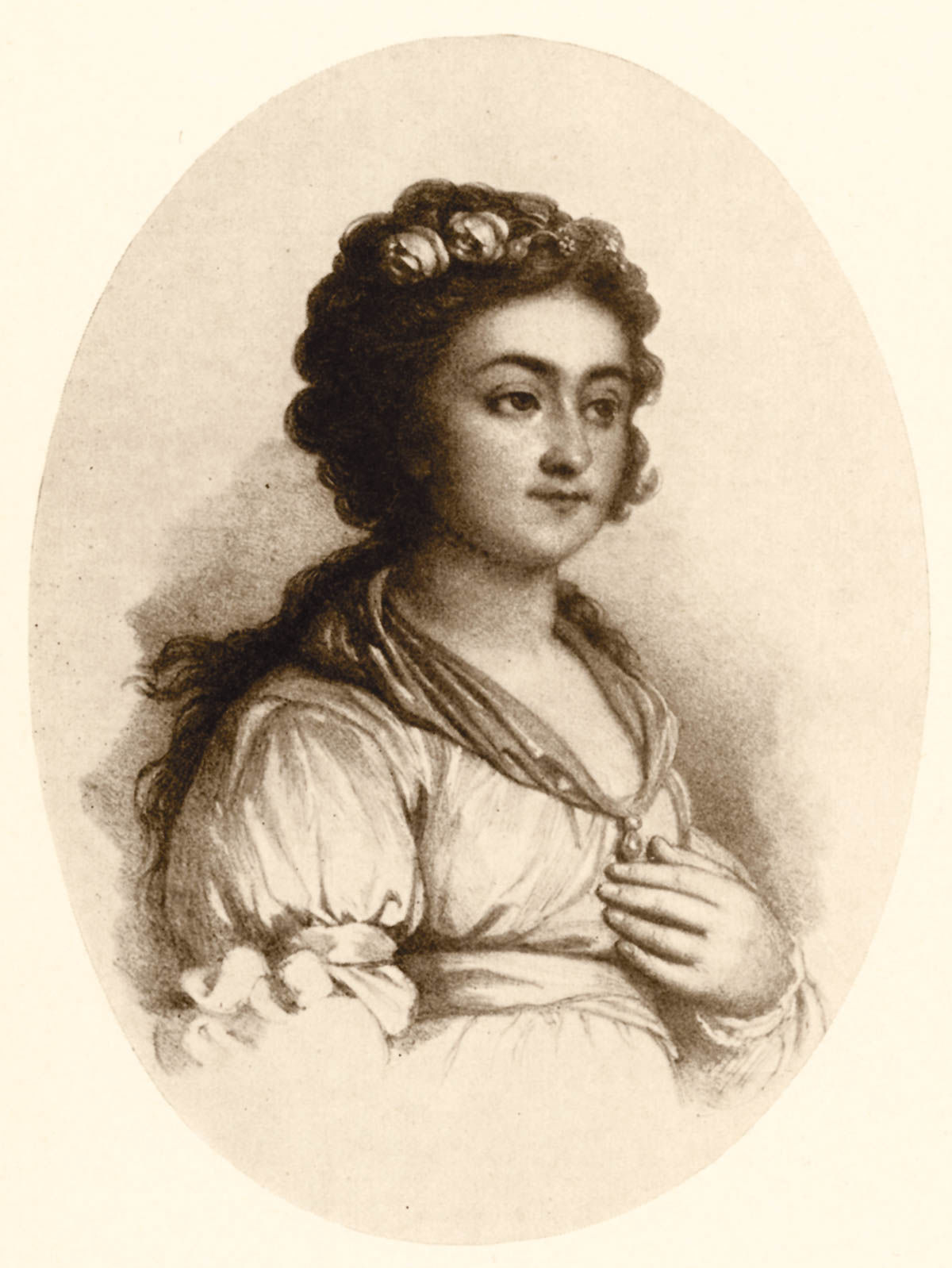
Портрет Екатерины Яковлевны Бастидон, 1-й жены Державина

18 апреля 1778 года Гавриил Романович женился на 16-летней[уточнить] Екатерине Яковлевне Бастидон (8 ноября 1760 — 15 июля 1794) (увековеченной им как Пленира), дочери бывшего камердинера Петра III португальца Бастидона и кормилицы великого князя Павла Петровича.
В 1794 году на 34-м году жизни она скоропостижно скончалась. Похоронена на Лазаревском кладбище Александро-Невской лавры Санкт-Петербурга.
Через полгода Г. Р. Державин женился на Дарье Алексеевне Дьяковой (воспета им как Милена).
Детей Державин не имел ни от первого, ни от второго брака. В 1800 году, после смерти своего друга, Петра Гавриловича Лазарева, он принимает на попечение его детей: Андрея (1787 г. р.), Михаила (1788 г. р.), Веру (1792 г. р.) и Алексея (1793 г. р.). По решению императора Павла I 25 января 1800 года вышел правительственный указ о «зачислении сыновей покойного сенатора Лазарева» в Петербургский морской кадетский корпус и определении «малолетней дочери Лазарева в Смольный пансион благородных девиц».
Кроме того, в доме Державина воспитывались осиротевшие племянницы Дарьи Дьяковой — дети её сестры Марии и архитектора Николая Львова: Александр, Елизавета, Вера и Прасковья. Дневник Прасковьи содержит интересные подробности о семье Державина.
Гавриил Романович Державин и его вторая супруга Дарья Алексеевна (ум. 1842) были похоронены в Спасо-Преображенском соборе Варлаамо-Хутынского монастыря близ Великого Новгорода.
Во время Великой Отечественной войны монастырские постройки подверглись артиллерийскому обстрелу и более сорока лет находились в руинах. В 1958 году могила поэта и его 2-й супруги были вскрыты, а останки перевезены в Новгородский Кремль вместе с найденными вещами и досками гробов.
Вскоре был оборудован склеп в сквере рядом с Грановитой палатой и новгородским Софийским собором. 29 января 1959 года прах Державиных был предан земле.
В 1993 году, после окончания реставрации Преображенского собора Варлаамо-Хутынского монастыря, приуроченной к 250-летию со дня рождения Г. Р. Державина, останки Гавриила Романовича и Дарьи Алексеевны Державиных были возвращены из Новгородского кремля в Спасо-Преображенский собор монастыря.

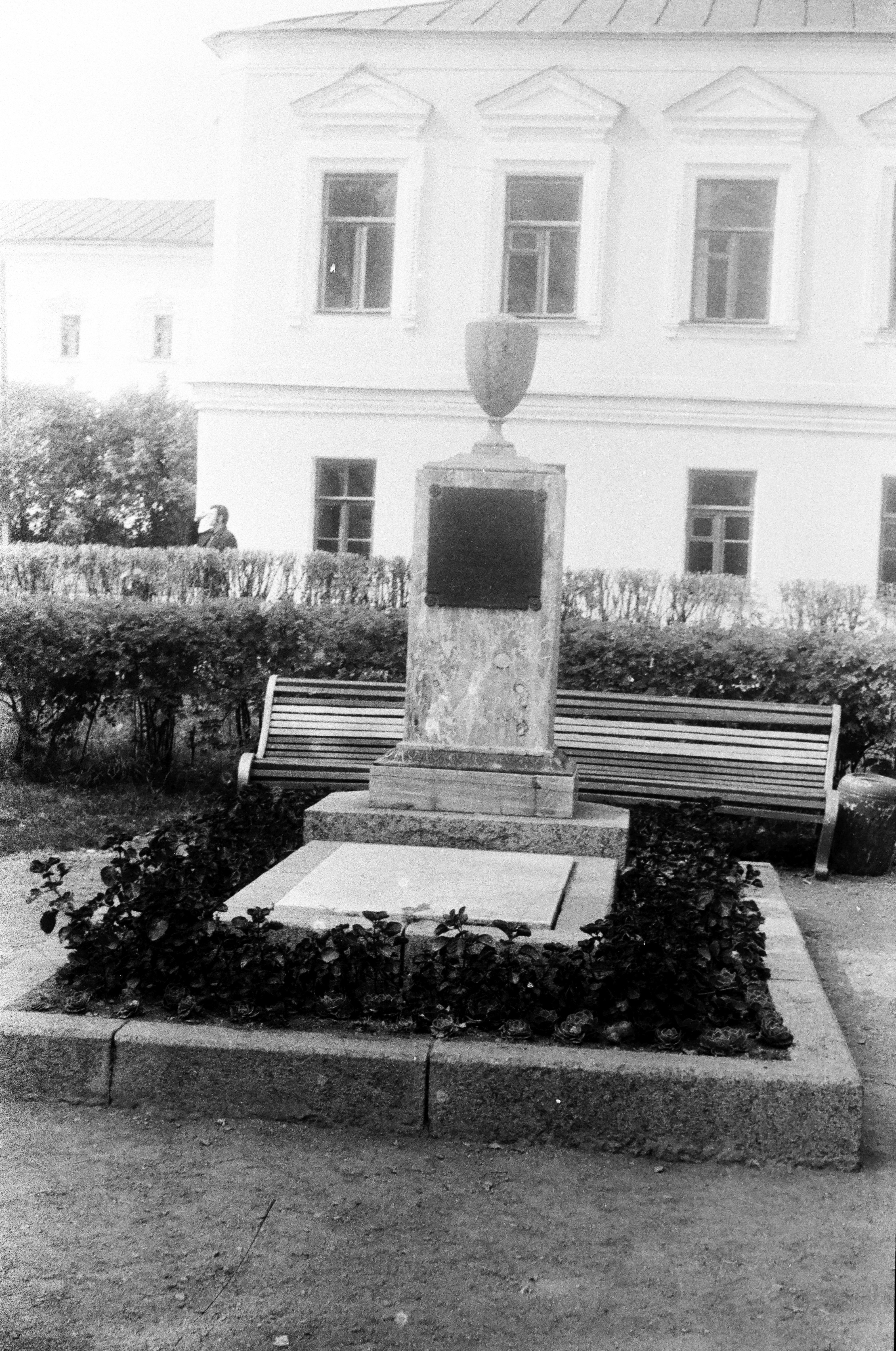
Могила в Новгородском Кремле
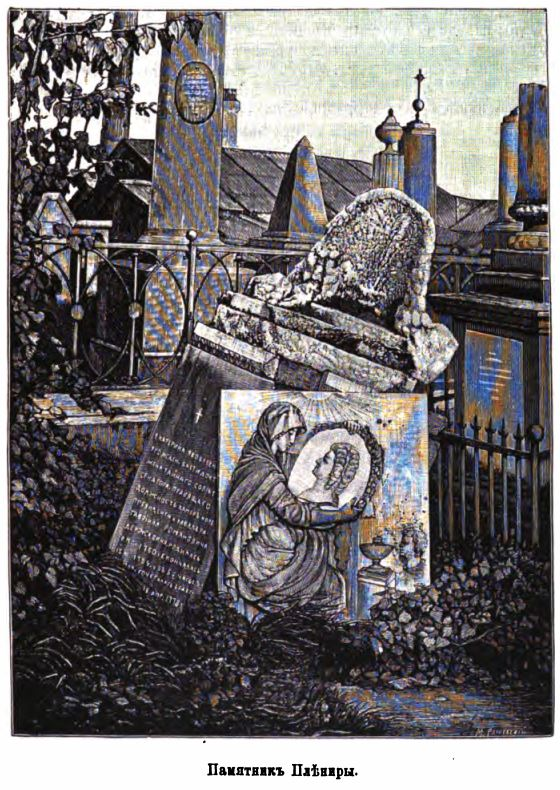
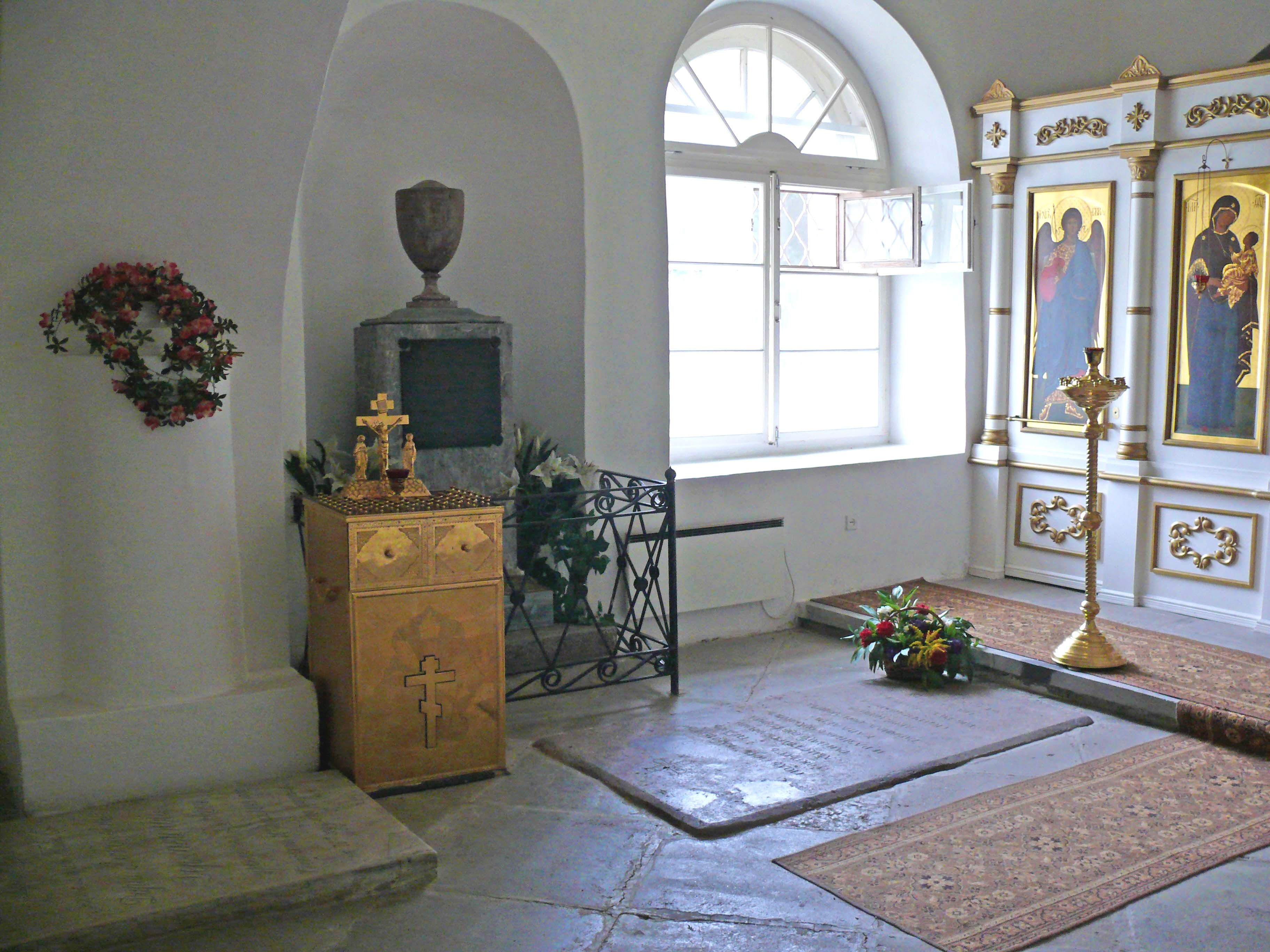
Могила четы Державиных в Варлаамо-Хутынском монастыре

## Награды
- Орден Святого Александра Невского (15.09.1801)[22][23].
- Орден Святого Владимира III степени (1786).
- Орден Святого Владимира II степени (02.09.1793).
- Орден Святой Анны I степени (08.11.1798).
- Орден Святого Иоанна Иерусалимского, командорский крест (1800).

## Творчество

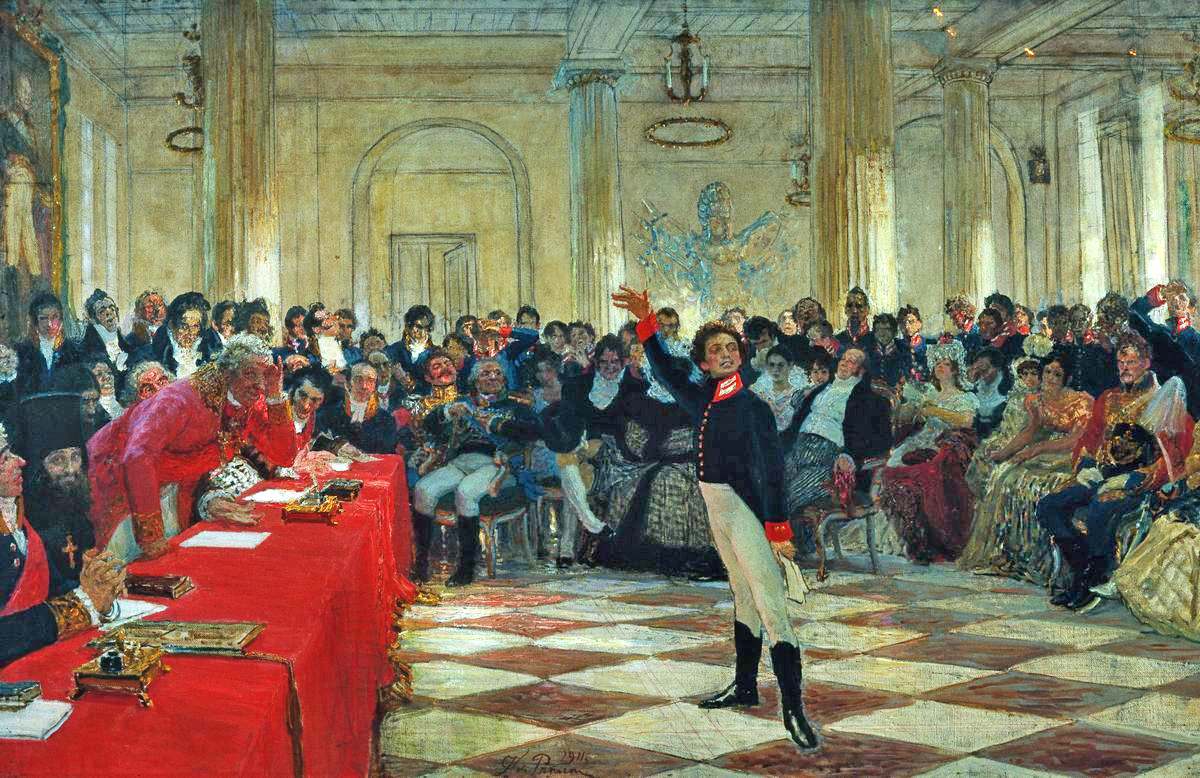
«Старик Державин нас заметил. И, в гроб сходя, благословил» (А. С. Пушкин). Экзамен в Императорском лицее на картине И. Е. Репина

Творчество Г. Р. Державина представляет собой вершину русского классицизма М. В. Ломоносова и А. П. Сумарокова.
Предназначение поэта, в понимании Г. Р. Державина — прославление великих поступков и порицание дурных. В оде «Фелица» он прославляет просвещённую монархию, которую олицетворяет правление Екатерины II. Умная, справедливая императрица противопоставляется алчным и корыстным придворным вельможам:
Едина ты лишь не обидишь,
Не оскорбляешь никого,
Дурачества сквозь пальцы видишь,
Лишь зла не терпишь одного…
Главным объектом поэтики Державина является человек как неповторимая индивидуальность во всём богатстве личных вкусов и пристрастий. Многие его оды имеют философский характер, в них обсуждается место и предназначение человека на земле, проблемы жизни и смерти:
Я связь миров повсюду сущих,
Я крайня степень вещества;
Я средоточие живущих,
Черта начальна божества;
Я телом в прахе истлеваю,
Умом громам повелеваю,
Я царь — я раб — я червь — я Бог!
Но, будучи я столь чудесен,
Отколе происшёл? — безвестен:
А сам собой я быть не мог.
Ода «Бог», (1784)
Державин создаёт ряд образцов лирических стихотворений, в которых философская напряжённость его од сочетается с эмоциональным отношением к описываемым событиям. В стихотворении «Снигирь» (1800) Державин оплакивает кончину Александра Суворова:
Что ты заводишь песню военну
Флейте подобно, милый снигирь?
С кем мы пойдём войной на Гиену?
Кто теперь вождь наш? Кто богатырь?
Сильный где, храбрый, быстрый Суворов?
Северны громы в гробе лежат.
Перед своей смертью Державин начинает писать оду РУИНА ЧТИ, от которой до нас дошло только начало:
Река времён в своём стремленьи
Уносит все дела людей
И топит в пропасти забвенья
Народы, царства и царей.
А если что и остаётся
Чрез звуки лиры и трубы,
То вечности жерлом пожрётся
И общей не уйдёт судьбы!
Как отмечает профессор Андрей Зорин, заслуга нового прочтения и нового открытия Державина принадлежит «серебряному веку» — читатели второй половины XIX столетия относились к его творчеству как к давно устаревшему преданию миновавших лет.

## Отношение к изобразительному искусству
Картинность является одной из главных особенностей поэзии Державина, которую называли «говорящей живописью». Как писала Е. Я. Данько, «Державин обладал необыкновенным даром проникаться замыслом живописца и в плане этого замысла создавать свои поэтические образы, более совершенные, чем их первоисточники». В 1788 году в Тамбове у Державина имелось собрание из 40 гравюр, в числе которых 13 листов были исполнены по оригиналам Анжелики Кауфман и 11 листов по оригиналам Бенджамина Веста. Державин попал под обаяние изящного, часто сентиментального неоклассицизма Кауфман, выразив своё отношение к художнице в стихотворении «К Анжелике Кауфман» (1795):
Живописица преславна,
Кауфман! Подруга муз!
Если в кисть твою влиянна
Свыше живость, чувство, вкус <…>
Присутствие репродуцированных картин Бенджамина Веста объясняется интересом Державина к истории. Вест, получивший от Георга III официальный титул «исторический живописец его величества», был одним из первых живописцев, специализировавшихся на историческом жанре. Из 40 гравюр, собранных Державиным, 12 изображали обстоятельства, связанные с гибелью прославленных героев и героинь прошлого. Ещё 13 показывали остродраматические моменты из древней истории и мифологии. Были у Державина и две работы русского художника Гаврилы Скородумова (обе по оригиналам Кауфман) — «Клеопатра» и «Артемисия».

## Увековечение памяти

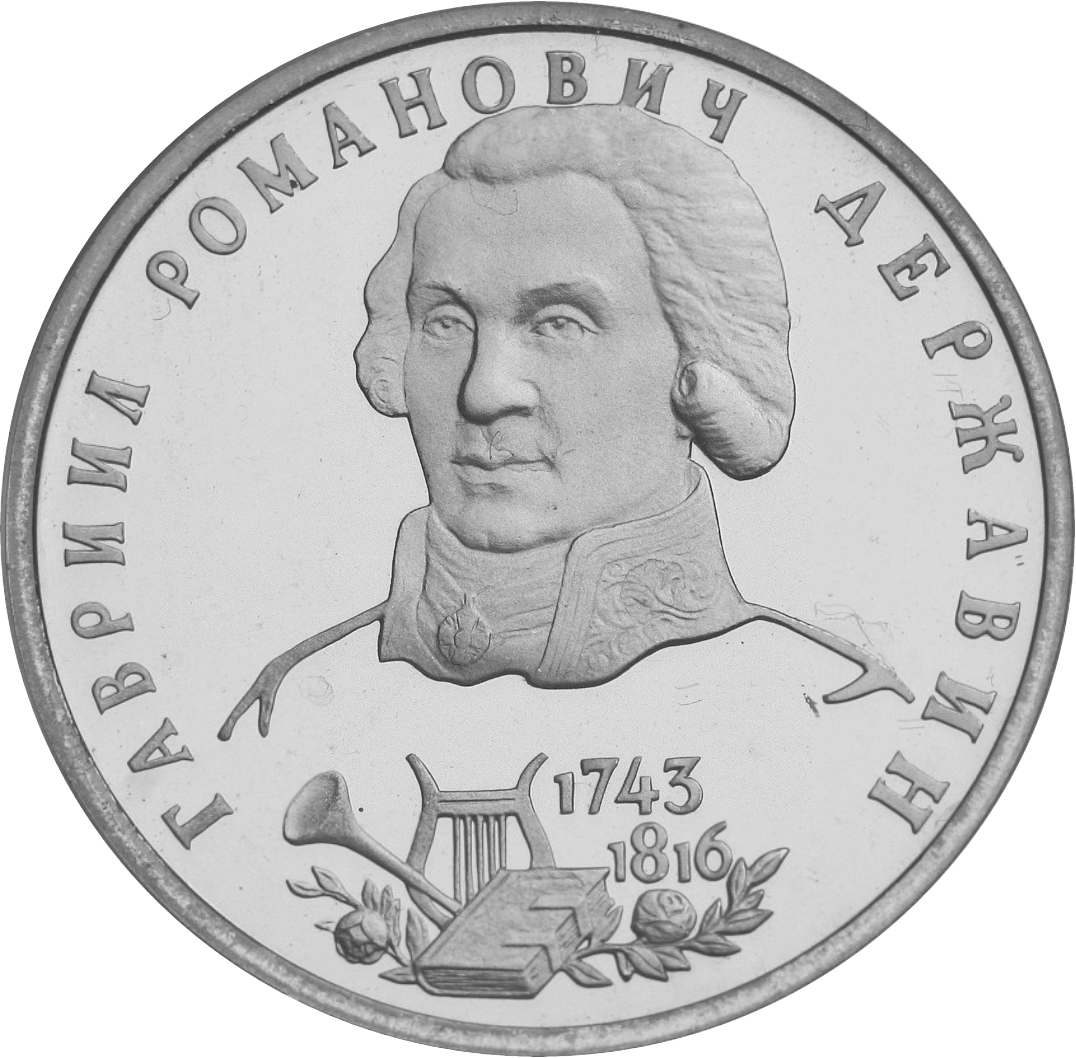
Памятная монета Банка России. 1993 год
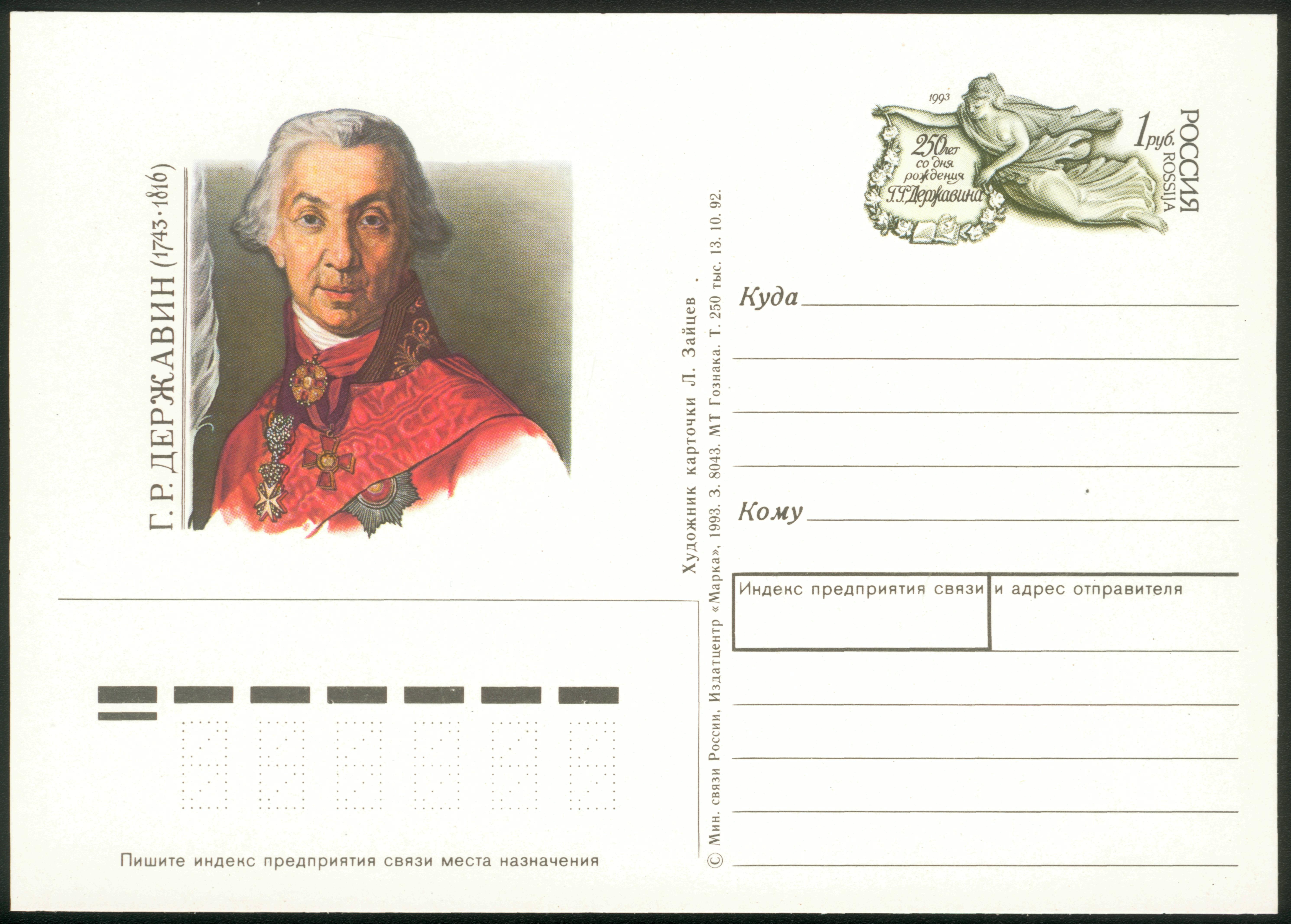
Почтовая карточка с оригинальной маркой России, 1993 год
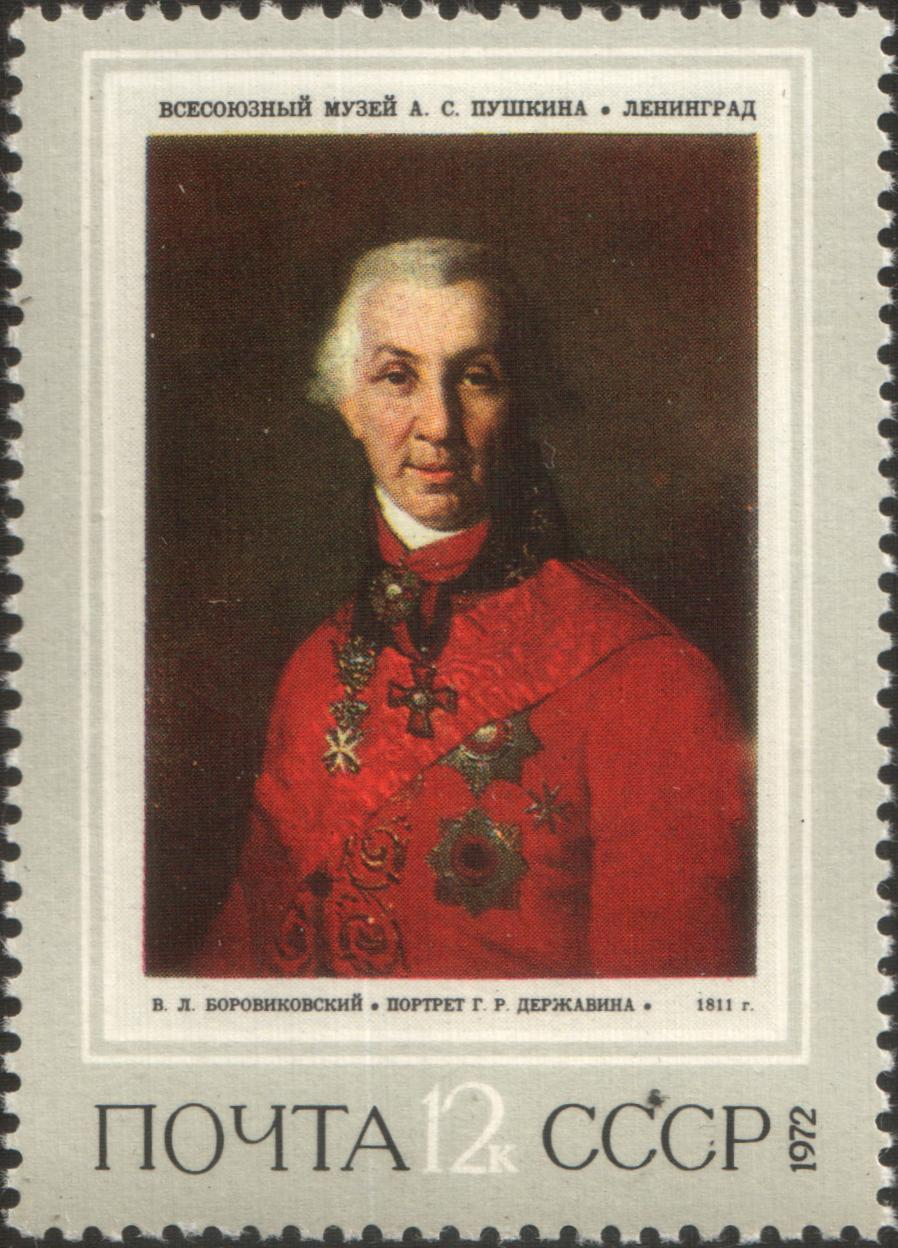
Почтовая марка СССР, 1972 год

- Памятник в Казани, существовавший в 1846—1932 годах и воссозданный в 2003 году.
- Имя Г. Р. Державина присвоено Тамбовскому государственному университету.
- Улицы Державина в Тамбове, Великом Новгороде, Петрозаводске, Новосибирске[28].
- В Великом Новгороде Державин увековечен в нескольких памятниках: в 1862 году возведён Памятнике «1000-летие России», на котором среди 129 фигур самых выдающихся личностей в российской истории есть фигура Державина. Памятник-бюст во дворе школы № 36, носящей имя Г. Державина[29]. В 2023 году на площади Державина в Великом Новгороде установлен памятник Державину[30].
- Памятник в Тамбове[31].
- Памятник, мемориальная доска и лицей в Петрозаводске[32].
- Памятная стела на родине поэта в селе Державино (Сокуры).
- Мемориальный знак в Званке (ныне на территории Чудовского района Новгородской области на берегу р. Волхов)[33].
- Музей-усадьба Г. Р. Державина и русской словесности его времени (наб. реки Фонтанки, д. 118). Памятник в Санкт-Петербурге[34].
- Площадь в Лаишево (Татарстан) называется Державинской, на ней расположен памятник Державину[35]. Краеведческий музей города носит имя поэта, которому посвящена большая часть экспозиции музея, там же ежегодно проводятся: праздник Державина (с 2000 г.), Державинские чтения с вручением республиканской литературной премии имени Державина (с 2002 г.), всероссийский литературный Державинский фестиваль (с 2010 г.). Лаишевский район часто неофициально именуется Державинским краем.
- В 2003 году Тамбовская областная дума присвоила Державину звание почётного гражданина Тамбовской области[36].
- В 2008 году в честь Г. Р. Державина назван астероид 23409 Derzhavin, открытый в 1978 году советским астрономом Н. С. Черных[37]. В честь Державина назван кратер на Меркурии[38].
- В 2016 году Патриарх Московский и всея Руси Кирилл и президент Татарстана Рустам Минниханов приняли участие в церемонии открытия памятника русскому поэту и государственному деятелю Гавриилу Романовичу Державину на его малой родине под Казанью (село Каипы), в день 200-летия со дня смерти поэта[39].
- 21-23 ноября 2023 года в Москве — XVII Международная научно-практическая конференция «Державинские чтения», посвящённая 280-летию со дня рождения Г. Р. Державина[40].
- 6 сентября 2024 года в Москве состоялось открытие памятника Гавриилу Державину. Памятник установлен РВИО совместно с Министерством юстиции РФ при поддержке мэра и правительства Москвы. Открытие монумента стало частью мероприятий, посвященных 280-летию со дня рождения Гавриила Державина[41].

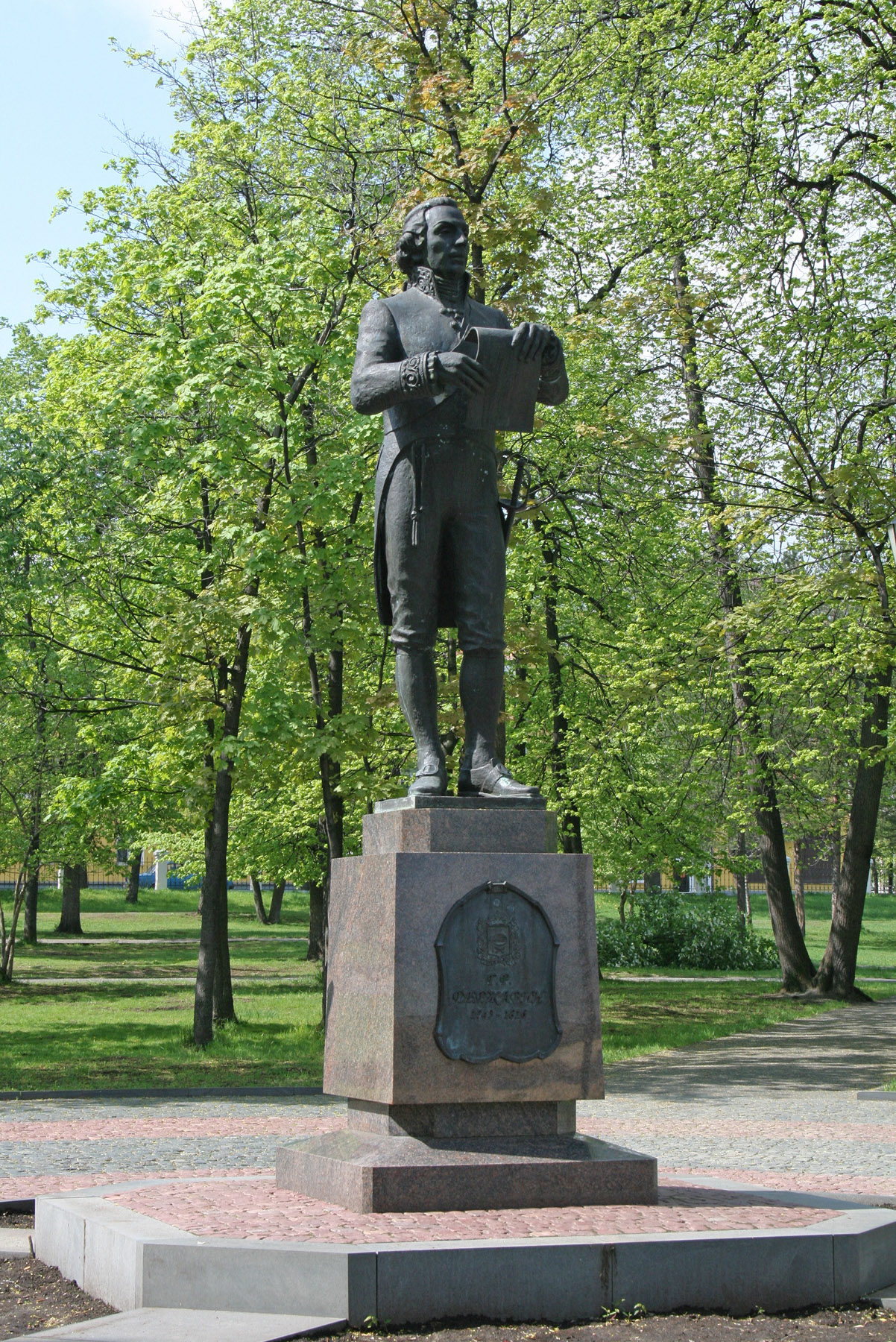
Памятник Олонецкому губернатору Г. Р. Державину в Губернаторском парке Петрозаводска (проект скульптора Вальтера Сойни)
Памятник Гавриле Державину у входа в Лядской сад Казани
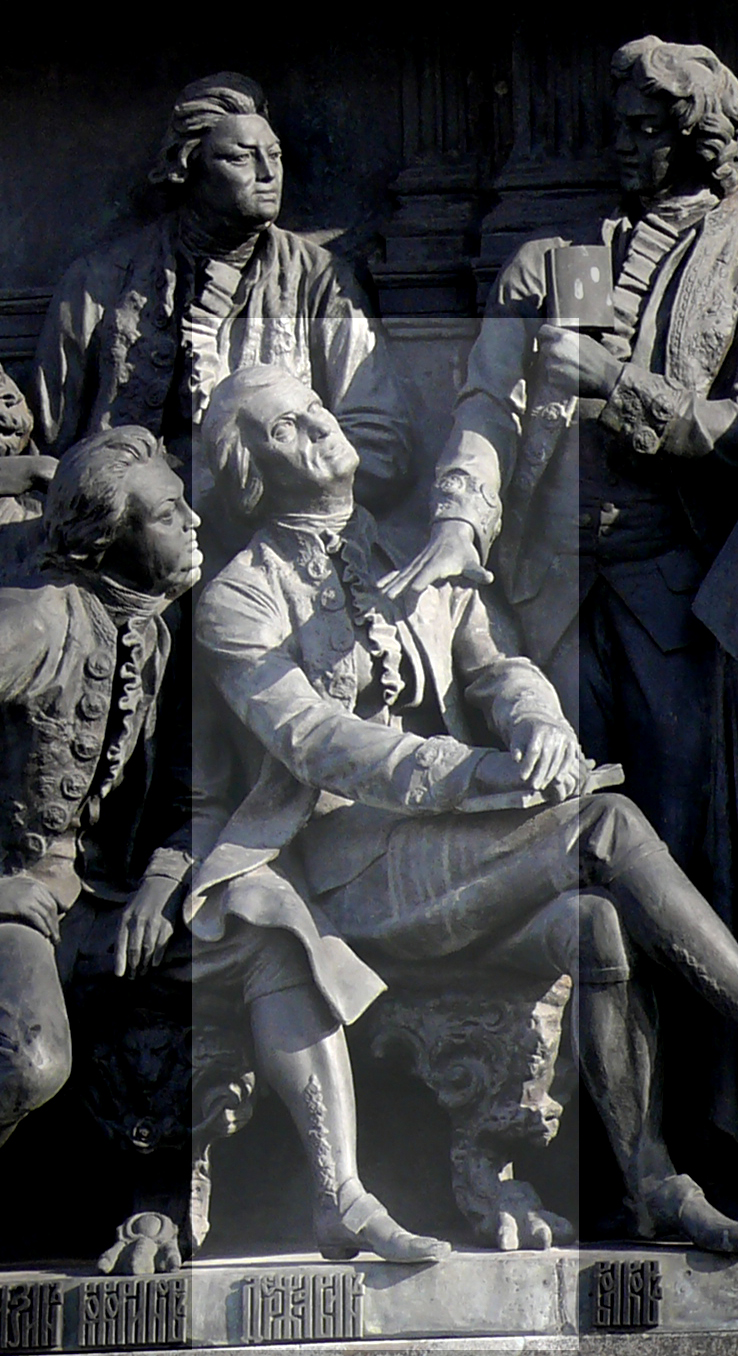
Г. Р. Державин на Памятнике «1000-летие России» в Великом Новгороде
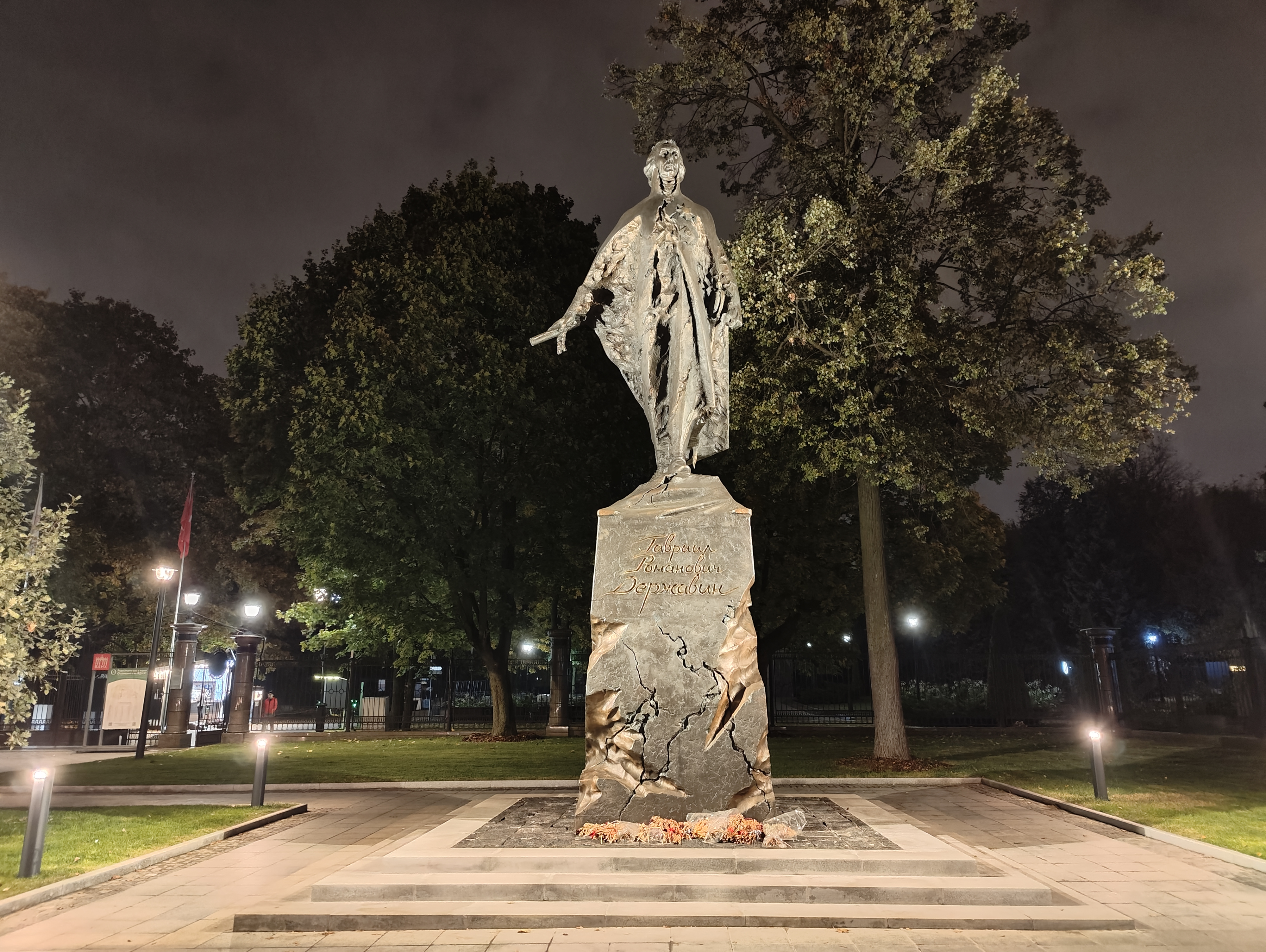
Памятник Г. Р. Державину в Москве у входа в парк «Останкино»

### Собрания сочинений
- Державин Г. Сочинения. Ч.1. — М.: в Унив. тип. у Ридигера и Клаудия, 1798. — X, [1], 399 с.
- Сочинения Державина: [в 4 ч.]. — СПб.: в тип. Шнора, 1808.
  - Ч. 1. — [6], VII, [3], 323 с.
  - Ч. 2. — [12], 319 с.
  - Ч. 3. — [6], 239 с.
  - Ч. 4. — [4], 331 с.
- Сочинения Державина: [в 5 ч.]. — СПб.: в тип. Шнора, 1808—1816
  - Ч. 1. — 1808. — [2], VII, [9], 321, [3] с.
  - Ч. 2. — 1808. — [14], 317, [3] с.
  - Ч. 3. — 1808. — [8], 237, [3] с.
  - Ч. 4. — 1808. — [6], 330, [2] с.
  - Ч. 5. — СПб.: [в тип. В. Плавильщикова], 1816. — [8], 239, [3] с.
- Сочинения Державина: [в 4 ч.]. — СПб.: [изд. А. Смирдина], 1831
  - Ч. 1. — [4], VIII, 342, [5] с.
  - Ч. 2. — [4], 366 с.
  - Ч. 3. — [2], 230, [5] с.
  - Ч. 4. — 308, [9] с.
- Сочинения Державина: [в 4 ч.]. — СПб.: тип. И. Глазунова и Кº, 1843
  - Ч. 1. — 1833. — [4], VIII, [6], 334 с.
  - Ч. 2. — 1834. — [8], 352 с.
  - Ч. 3. — 1834. — [4], 225, [6] с.
  - Ч. 4. — 1834. — [4], 294 с.
- Сочинения Державина: [в 4 ч.]. — СПб.: тип. И. Глазунова и Кº, 1843
  - Ч. 1. — [6], LXXXII, 292 с.
  - Ч. 2. — [4], 304 с.
  - Ч. 3. — [4], 175, [5] с.
  - Ч. 4. — [4], 328, XII с.
- Сочинения Державина / биогр. писана Н. А. Полевым. — СПб.: изд. Д. П. Штукина: в тип. К. Жернакова, 1845. — [6], XX, 395, IV с.
- Сочинения Державина: [в 2 т.]. — СПб.: изд. Александра Смирдина, 1847. — (Полное собрание сочинений русских авторов)
  - Т. 1. — [4], VIII, 760 с.
  - Т. 2. — [4], VI, [2], 835 с.
- Сочинения Державина: [в 2 т.]. — Изд. 2-е. — СПб.: изд. А. Смирдина, 1851. — (Полное собрание сочинений русских авторов)
  - Т. 1. — XII, 738 с.
  - Т. 2. — X, 798 с.
- Сочинения Державина / С объясн. прим. [и предисл.] Я. Грота. Т. 1—9. — Санкт-Петербург: Имп. Акад. наук, 1864—1883.
  - Стихотворения: Ч. 1: С рис., найд. в рукописях, с портр. и снимками, 1864. — L, [2], 812 с., 6 л. ил.
  - Стихотворения: Ч. 2: С рис., найд. в рукописях поэта, 1865. — XIV, [2], 736 с.
  - Стихотворения: Ч. 3: С портр. Д. А. Державиной и 5 виньетками, 1866. — XXII, [2], 784 с.
  - Драматические сочинения с указателем к первым четырём томам, 1867. — XII, 863 с.
  - Переписка: С портр. Державина и четырьмя табл. снимков, 1869. — LXIV, 925 с.
  - Переписка (1794—1816) и «Записки»: С портр. Державина, 1871. — XXX, 905 с.
  - Сочинения в прозе, 1872. — XVII, [3], 759 с.
  - Биография поэта: С портр., рис. и снимком, 1880. — [4], VIII, 1044 с.
  - Т. 9: Со снимками портр., нотами и указ. ко всем томам изд.: Дополн. примеч. и прил. ко всему изд., 1883. — 806 с. разд. паг., 5 л. ил.: нот.
- Сочинения Державина: [в 7 т.] / с объясн. примеч. [и предисл.] Я. Грота. — 2-е акад. изд. (без рис.). — СПб.: тип. Имп. Акад. Наук, 1868—1878
  - Т. 1: Стихотворения, ч. 1: с портр. Державина, 1868. — XXXVIII, [2], 543 с.
  - Т. 2: Стихотворения, ч. 2, 1869. — XII, [2], 464 с.
  - Т. 3: Стихотворения, ч. 3., 1870. — XVI, [2], 642 с.
  - Т. 4: Драматические сочинения: с указ. к первым четырём томам, 1874. — VIII, 724 с.
  - Т. 5: Переписка (1773—1793), 1876. — LX, 939 с.
  - Т. 6: Переписка (1794—1816) и «Записки», 1876. — XXVIII, 840 с.
  - Т. 7: Сочинения в прозе, 1878. — XIV, 661 с.
- Оды: Переведенные и сочиненные при горе Читалагае 1774 года. — [Санктпетербург]: [Тип. Акад. наук], [1776]. — [2], 38 с.
- Изображение Фелицы. — [Санкт-Петербург]: [тип. Горного училища], [1789]. — 32 c., [1] л.
- Памятник герою: 28 июня 1791. — [Санктпетербург], [1791]. — [1] л.
- К Каллиопе в 31 день октября 1792 года. — Санктпетербург: Печ. у И. К. Шнора, 1792. — [12] c.
- Ода Бог. — [Москва]: [Унив. тип., у Окорокова], [ок. 1792]. — 4 с.
- Гимн кротости. — [Москва: В Университетской типографии, у Хр. Клаудия, 1801]. — 8 с.
- Ирод и Мариамна: Трагедия.: В пяти действиях / Сочинение Державина. — В Санктпетербурге: В Морской типографии, 1809. — [8], 98, [2] с.
- Солдатской, или народной дифирамб по торжестве над Франциею. — Санктпетербург: В типографии Иос. Иоаннесова, 1814. — [4] c.
- Тёмный: Трагедия в 5 д. / Соч. Державина. — Санкт-Петербург: тип. Имп. Акад. наук, 1852. — [2], 66 с.
- Анакреонтические стихотворения Державина, взятые из третьей части сочинений его, изданных в 1808 году. — Санкт-Петербург: тип. Королева и К°, 1857. — [2], 42, III с.
- Державин Гаврила Романович «Духовные оды» Библиотека ImWerden
- Избранные сочинения Гавриила Романовича Державина. — Санкт-Петербург: А. А. Каспари, 1893. — 226, II с.
- Стихотворения. — Л., 1933. — (Библиотека поэта. Большая серия)
- Стихотворения. — Л.: Советский писатель, 1957.— (Библиотека поэта; Большая серия).
- Водопад: избранные стихотворения. — М.: Детская литература, 1971. — 128 с. — (Школьная б-ка).
- Стихотворения. — Ленинград: Художественная литература, 1981. — 288 с.
- Стихотворения; Проза / Г. Р. Державин; [вступ. ст., сост. и примеч. В. И. Гусева; гравюры Л. А. Клочкова]. — Воронеж: Центрально-Чернозёмное книжное издательство, 1980. — 214, [1] с. — (Отчий край / ред. В. В. Будаков).
- Избранная проза: [Сборник] / Г. Р. Державин; сост., вступ. ст. и примеч. П. Г. Паламарчук; худож. И. С. Клейнард. — Москва: Советская Россия, 1984. — 400 с.
- Стихотворения / Г. Р. Державин; сост., послесл., примеч. Г. А Паушкина. — Казань: Татарское кн. изд-во, 1986. — 191 с.
- Сочинения / Г. Р. Державин; [сост В. П. Степанова и Г. П. Макогоненко; вступ. ст. Г. П. Макогоненко]. — Ленинград: Художественная литература, Ленинградское отделение, 1987. — 502, [1].
- Стихотворения / Г. Р. Державин; сост. и примеч. В. А. Приходько; худож. С. Л. Чиненов. — Петрозаводск: Карелия, 1989. — 334 с.: портр.: 10,5 см. — В суперобложке. — Примечания: с. 292—329. — ISBN 5-7545-0200-1.

## Художественные образы Державина
- Одна из дум Кондратия Рылеева
- Гавриил Державин (1993) — документальный фильм[42]
- Екатерина. Самозванцы (2019) — сериал, играет Дунаев, Данила Леонидович[43]